# 160
Năm 160 là một năm trong lịch Julius. 